# John Bennett (acteur)
Pour les articles homonymes, voir John Bennett et Bennett.
John Bennett, né le 8 mai 1928 à Beckenham et mort le 11 avril 2005 à Londres, est un acteur britannique.

## Filmographie

### Cinéma
- 1960 : Un compte à régler (The Challenge) de John Gilling
- 1962 : L'Attaque de San Cristobal (Pirates of Blood River) de John Gilling
- 1963 : L'Affaire du cheval sans tête (The Horse Without a Head) (téléfilm)
- 1966 : Le Gentleman de Londres (Kaleidoscope) de Jack Smight
- 1973 : Les Dix Derniers Jours d'Hitler (Hitler: The Last Ten Days) de Ennio De Concini
- 1976: Le Message (Mohammad Messenger of God) de Moustapha Akkad (Version en anglais): Saloul
- 1997 : Le Cinquième Élément  de Luc Besson

### Télévision
- 1962 : Chapeau melon et bottes de cuir (Mission à Montréal)
- 1964 : Le Saint  : On a trouvé du pétrole  (saison 2 épisode 16) : Raschid
- 1964 : Le Saint  : Produit de beauté  (saison 2 épisode 21) : Count Alfredo
- 1965 : Le Saint  : Le Contrat  (saison 3 épisode 14) : Ardossi
- 1967 : La Dynastie des Forsyte: Philip
- 1967 : Le Saint  : Pièges en tous genres  (saison 5 épisode 23) : Muller
- 1974 : Doctor Who - épisode « Invasion of the Dinosaurs » : Le Général Finch
- 1977 : Doctor Who - « The Talons of Weng-Chiang » : Li H'sen Chang